# Храм Цезаря

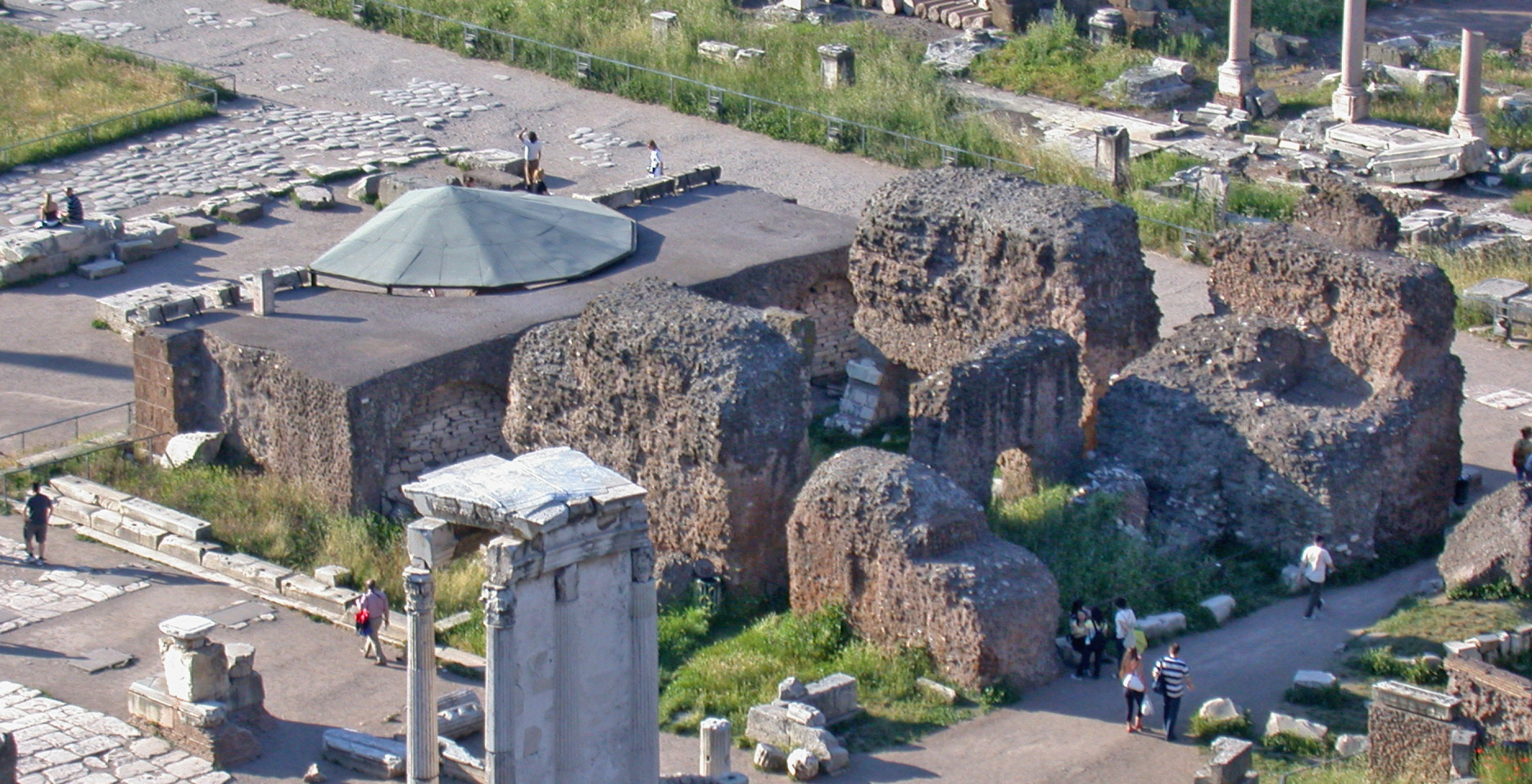
Развалины храма.

Храм Цезаря (лат. aedes Divi Iuli — храм обожествлённого Юлия) — храм в честь Гая Юлия Цезаря на римском форуме.
Храм располагался в юго-восточной части форума, на месте, где было сожжено тело убитого Цезаря. Цезарь стал вторым, после Ромула, обожествлённым римлянином. Строительство началось через два года после убийства Цезаря в 42 году до н. э., освящён лишь в 29 году до н. э. По изображениям на монетах стало возможным восстановить облик храма. На подиуме располагался округлый алтарь.
От храма сохранилась до наших дней лишь часть подиума.